# 武仙座V451
武仙座V451，又名BD+15 3095，HD 153882、SAO 102536、HR 6326，是武仙座的一颗恒星，视星等为6.31，位于銀經34.69，銀緯30.95，其B1900.0坐标为赤經16h 57m 0.2s，赤緯+15° 30.95′ 44″。